# Europastraße 35
Die Europastraße 35 (Abkürzung: E 35) geht von Amsterdam über Frankfurt am Main und Basel bis nach Rom. Sie ist 1647 km lang und benutzt teilweise die Strecke der ehemaligen HaFraBa.

## Verlauf
Die Europastraße 35 beginnt auf dem Autobahnring von Amsterdam (Rijksweg 10), danach geht es über den Rijksweg 2 und Rijksweg 12 weiter. Sie führt über die Bundesautobahnen 3, 67 und 5 durch Deutschland und weiter durch die Schweiz auf der A2 bis nach Italien über die Autostrada dei Laghi, A50 und letztlich die A1.

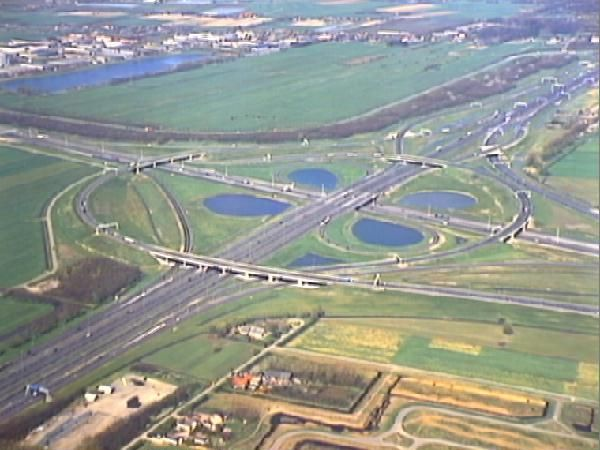
Knotenpunkt Oudenrijn bei Utrecht (Niederlande)
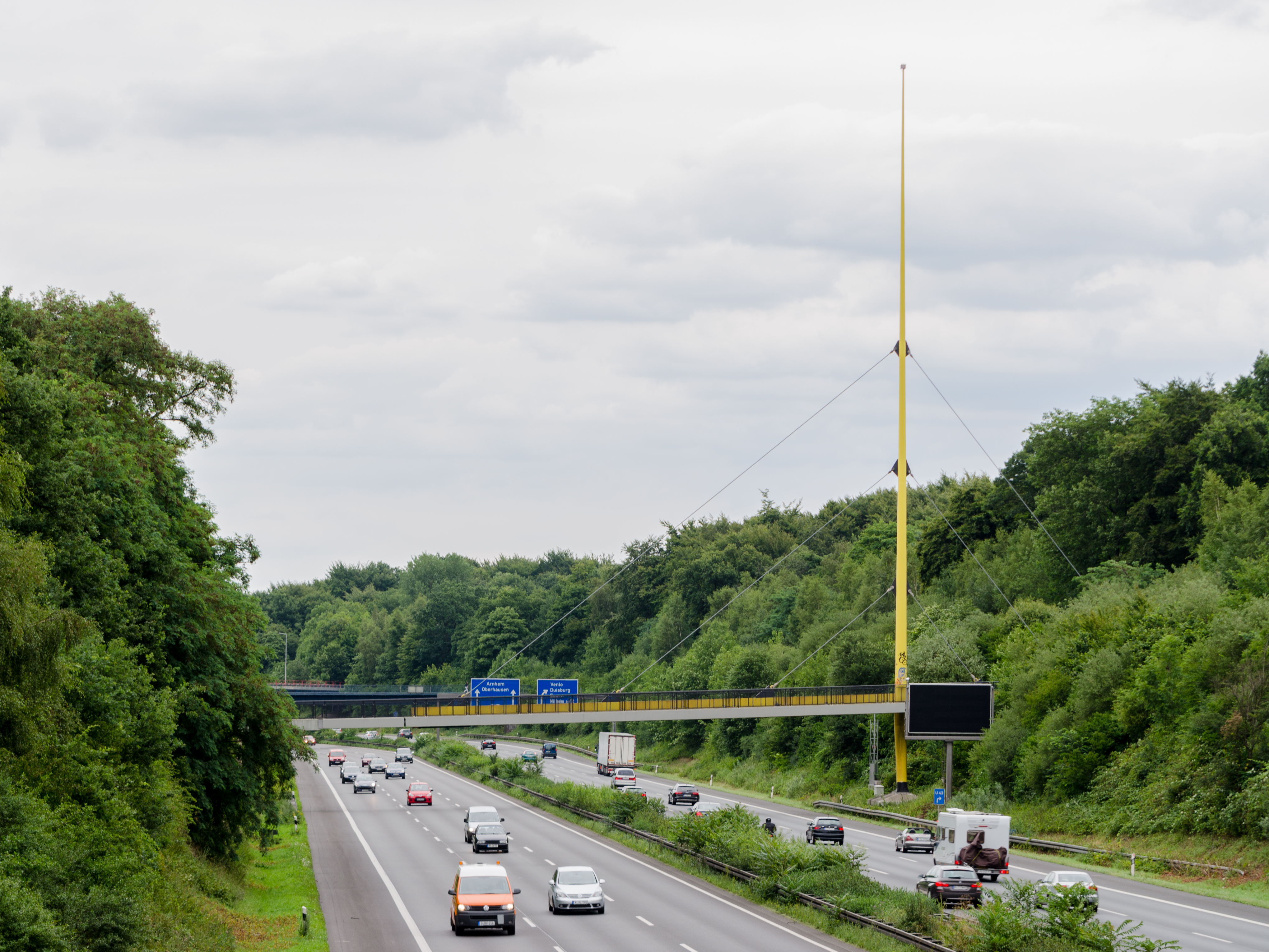
Abschnitt der A 3 am Duisburger Stadtwald mit der „Expo-Brücke“ der Weltausstellung in Brüssel 1958 (Deutschland)
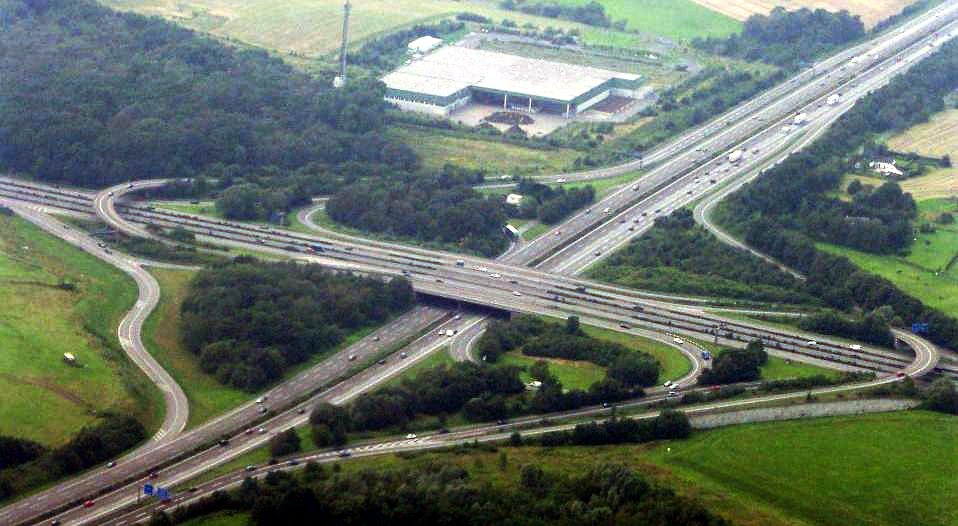
Das Autobahnkreuz Breitscheid verbindet A 3 (E 35) (unten), A 52 und A 524 (Deutschland)
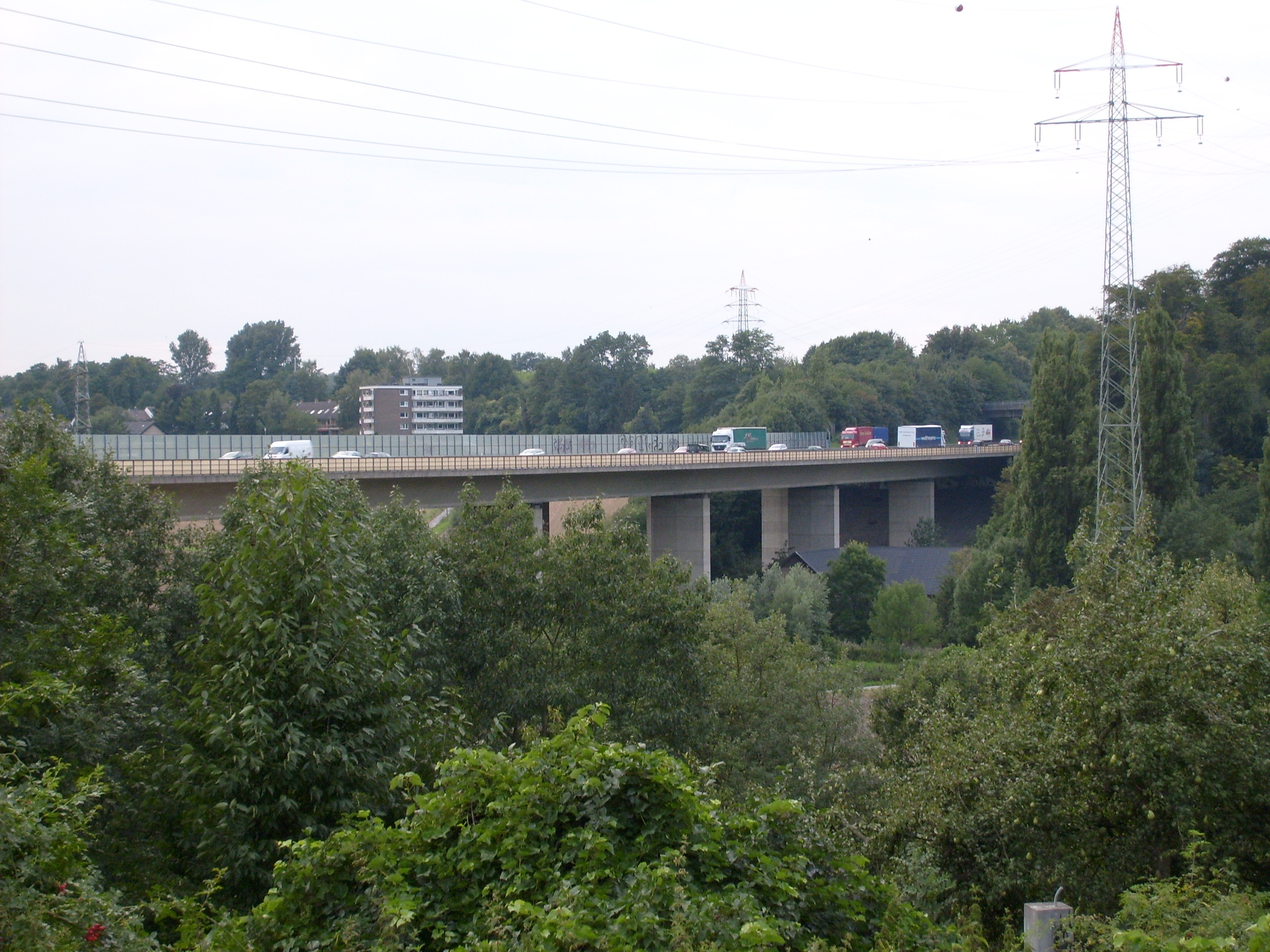
Die A 3 (E 35) über dem Neandertal in Erkrath (Deutschland)
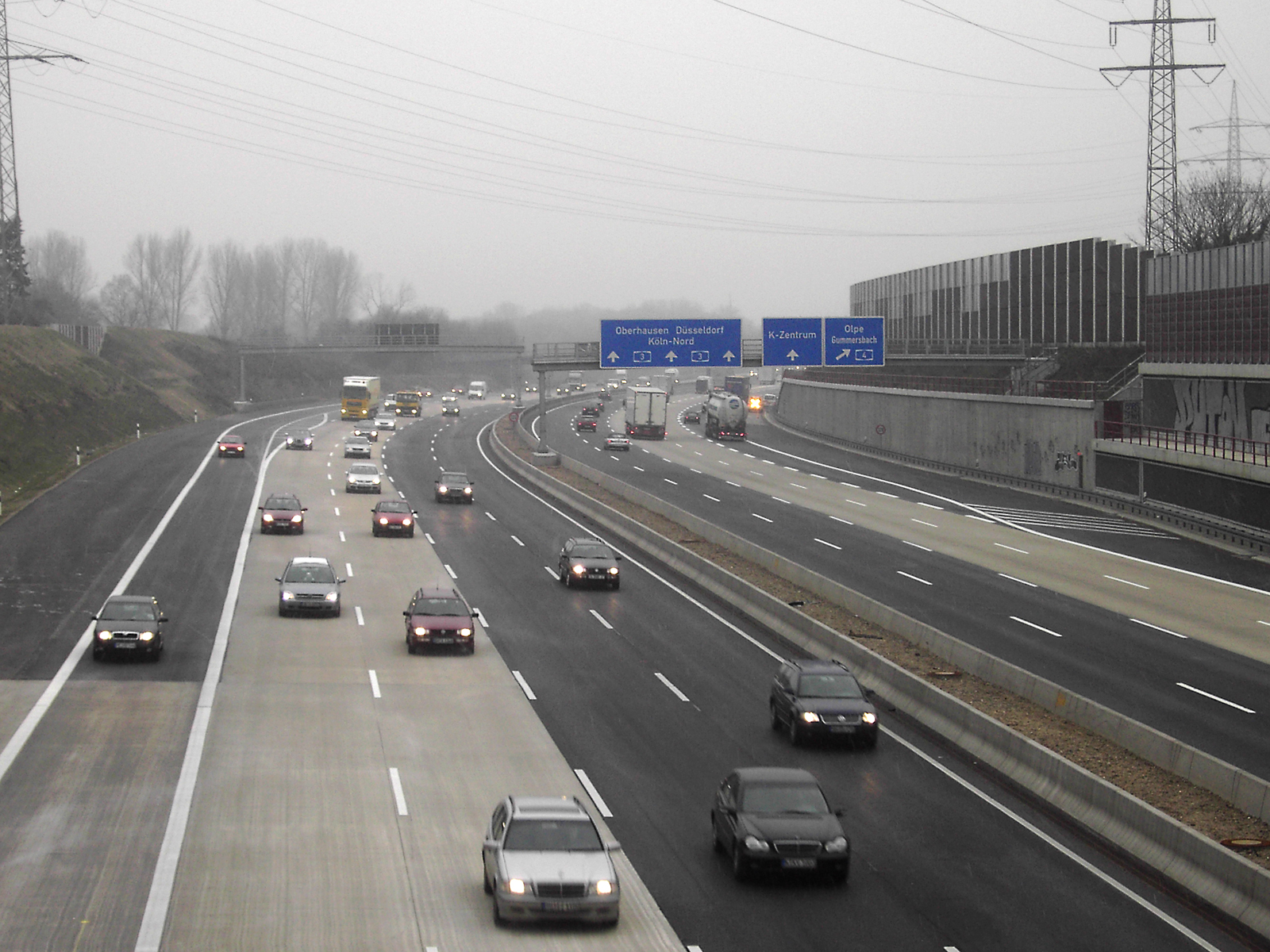
Im Kölner Ring ist die A 3 achtstreifig (Deutschland)
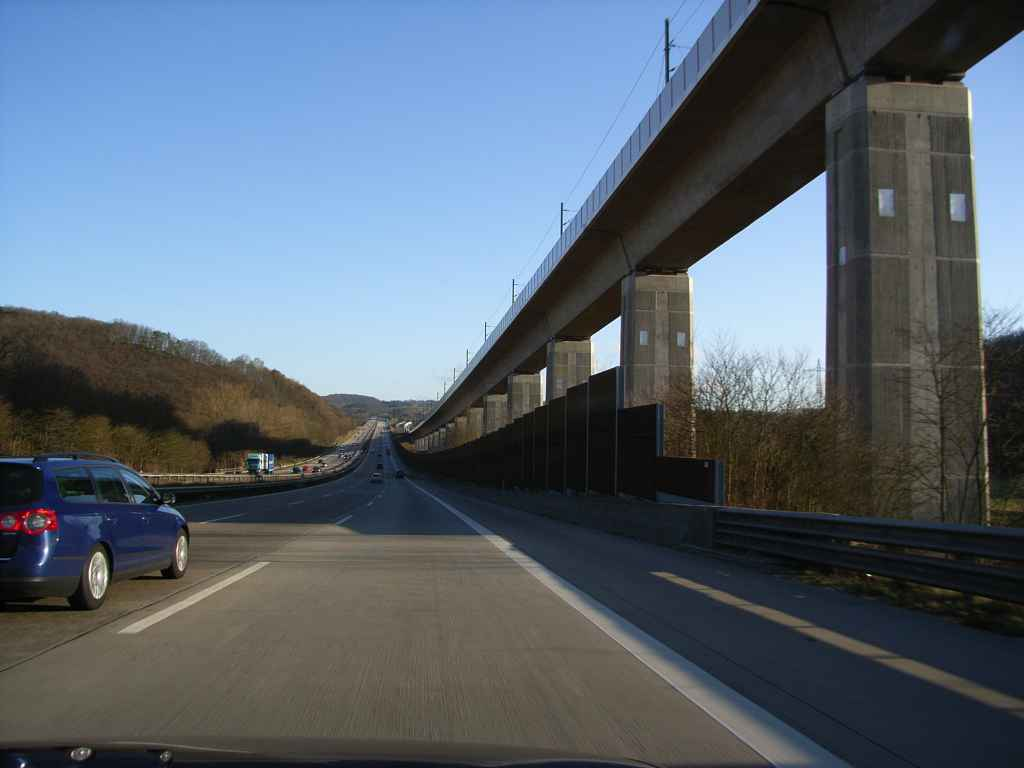
A 3 (E 35) parallel zur Hallerbachtalbrücke der ICE-Strecke (Deutschland)
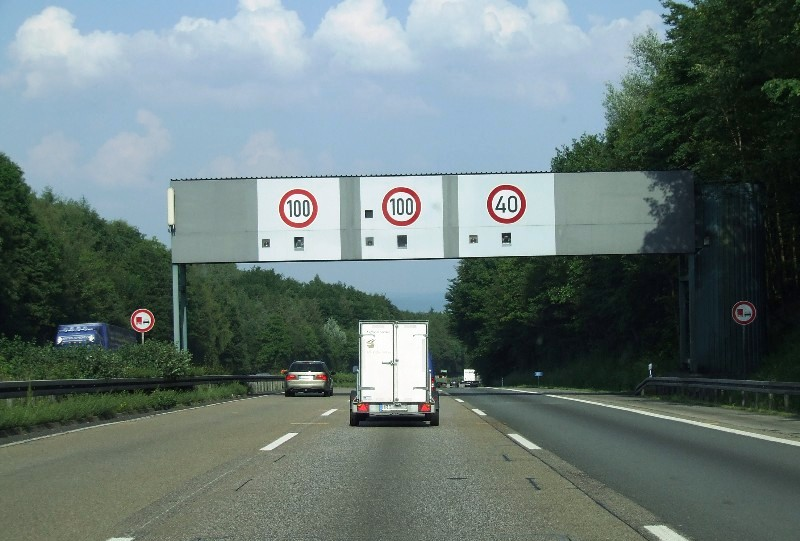
Blitzbrücke am Elzer Berg (Deutschland)
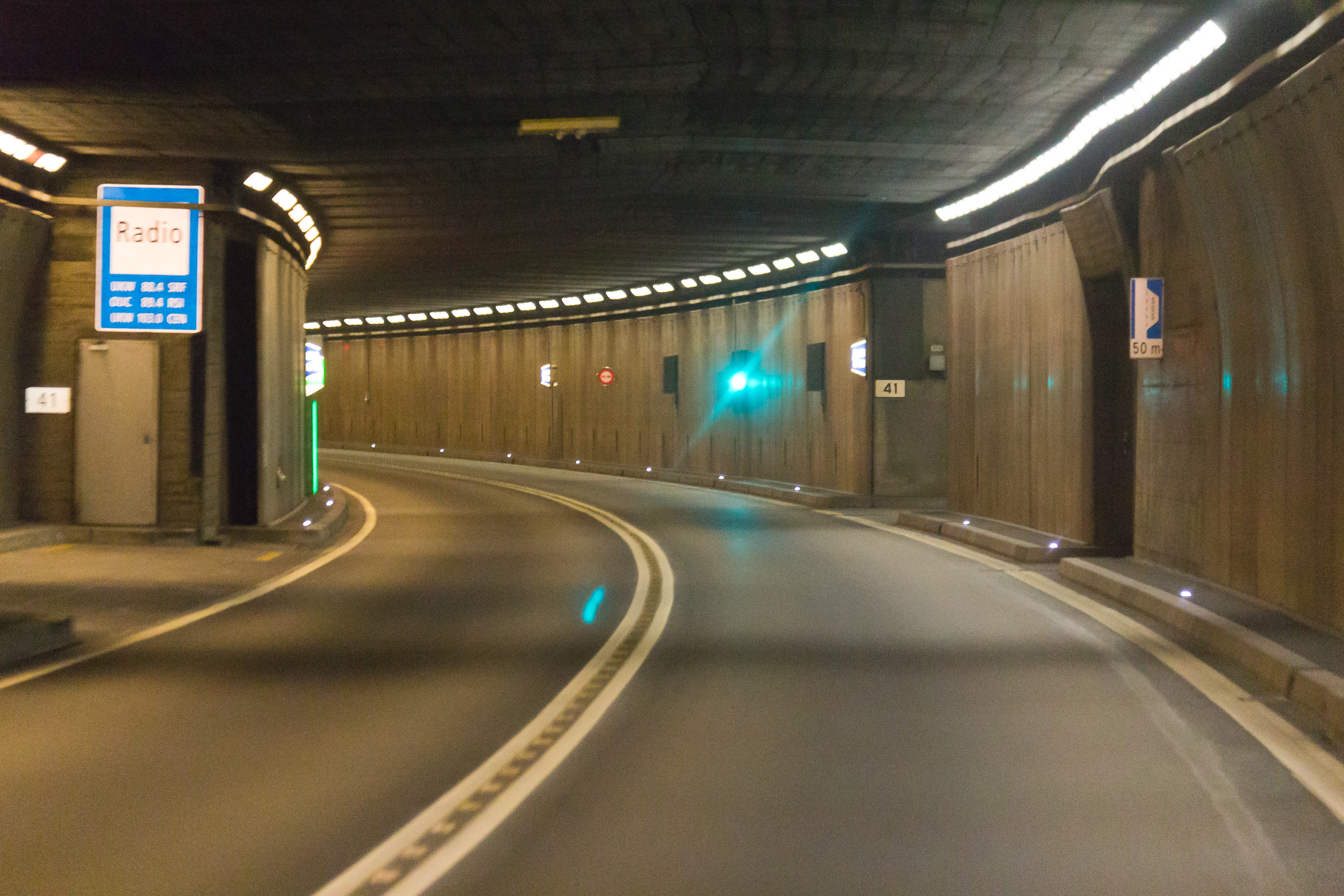
Im Gotthard-Strassentunnel ist die A2 (E 35) nur zweispurig (Schweiz)
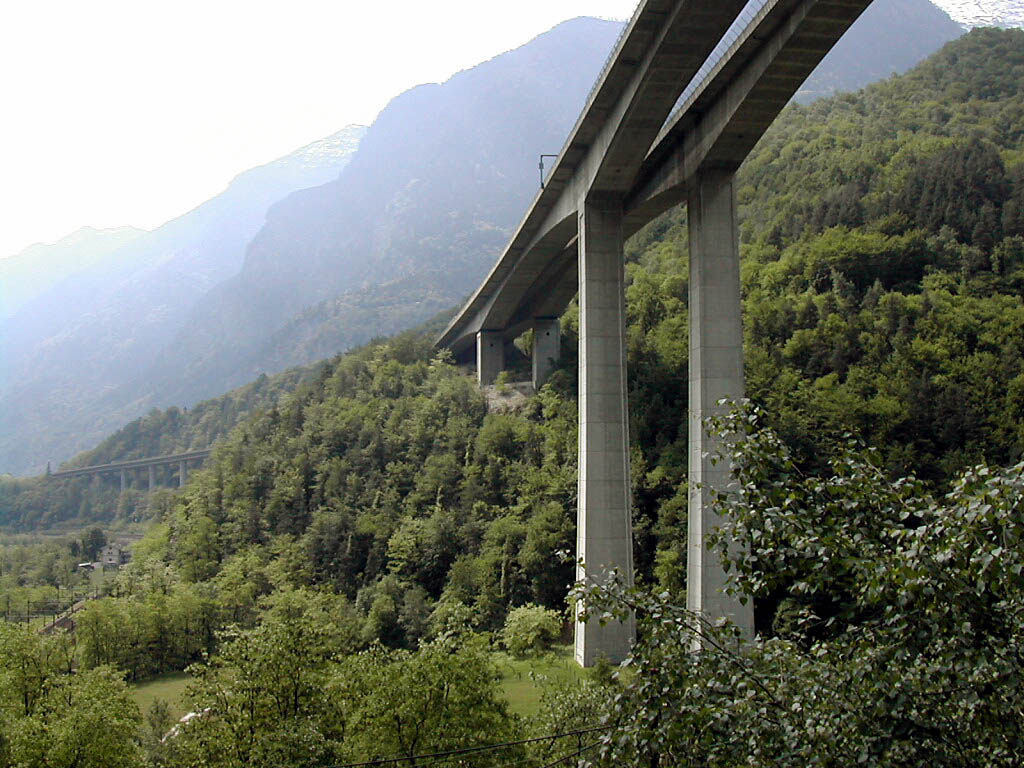
Biaschina-Viadukt der A2 (E 35), Blick Richtung Süden (Schweiz)
- Niederländische Kinonachrichten über den Ausbau der E35 (damals noch E36) ab Zevenaar, 1962